# Joaquín Jovellar
Pour la municipalité des Philippines, voir Jovellar.
Joaquín Jovellar y Soler, parfois surnommé Jover (né à Palma de Majorque en 1819 et mort à Madrid en 1892), est un militaire et homme d'État espagnol, président du Conseil des ministres au début de la Restauration bourbonienne (1875), capitaine général de Cuba (1872-1874 et 1876-1878) et des Philippines (1883-1885).

## Biographie
Durant l’été 1875, au début de la Restauration bourbonnienne, ses troupes et celles du général Martínez Campos mettent fin à la rébellion carliste en Catalogne.